# Херцберг (Елстер)
Херцберг (њем. Herzberg) град је у њемачкој савезној држави Бранденбург. Једно је од 33 општинска средишта округа Елбе-Елстер. Према процјени из 2010. у граду је живјело 10.275 становника. Посједује регионалну шифру (AGS) 12062224.

## Географски и демографски подаци
Херцберг се налази у савезној држави Бранденбург у округу Елбе-Елстер. Град се налази на надморској висини од 81 метра. Површина општине износи 148,5 km². У самом граду је, према процјени из 2010. године, живјело 10.275 становника. Просјечна густина становништва износи 69 становника/km².

## Међународна сарадња
| Мјесто | Држава | Врста сарадње | Од    |
| ------ | ------ | ------------- | ----- |
|        | Пољска | партнерство   | 2004. |
|        | Пољска | партнерство   | 1996. |
| Извор  |        |               |       |